# Billet de 500 francs bleu et rose
Pour les articles homonymes, voir 500 francs.
Recto
Verso
Chronologie
500 francs bleu 500 francs La Paix
Le 500 francs bleu et rose est un billet de banque en francs français créé par la Banque de France le 2 novembre 1888 et émis le 17 décembre 1888 pour succéder au 500 francs bleu. Il sera remplacé par le 500 francs La Paix.

## Historique
En 1888, des contrefacteurs produisent une inquiétante imitation de la coupure de 500 francs, type 1863, laquelle conduit la Banque de France à ne plus en imprimer à compter du 24 mai. Ce billet sera donc le premier à recevoir l'adjonction d'un motif exprimé en une deuxième couleur dite "de sécurité". On choisit le rose au détriment du bistre, déjà employé pour le 20 francs bleu-bistre : l'ensemble forme une teinte violette. Ce billet était réputé infalsifiable, ce qui explique sans doute qu'il ait été si longtemps en circulation.
Il commence à être retiré de la circulation le 16 décembre 1943 avant d'être privé de son cours légal le 4 juin 1945. Il a été émis à 99 975 000 exemplaires.

## Description
Ce billet de 500 franc reprend la vignette bleu de 1863 qui reprenait elle-même le type créé le 25 juin 1842 par Jacques-Jean Barre pour le 500 francs noir.
Au recto seulement, on surimprime par-dessus un « fonds de sureté » de couleur rose formé d’ornements et portant, en médaillon, les effigies de la Force et de Mercure, conçu par Daniel Dupuis, retouché par Georges Duval et gravé par Dujardin.  
La vignette du recto subit en outre des modifications importantes, notamment les deux figures mythologiques aux extrémités sont remplacées par deux médaillons contenant l’article 139 du Code pénal. Le cartouche entouré de deux amours situé en haut disparaît au profit d’un grand cadre entourant les mots « Banque de France ».
Le talon à gauche mentionne en capitales imitant la calligraphie les mots « Banque de France », en partie tronqués : le bord extérieur du billet est découpé de façon non rectiligne.
Le verso, imprimé sur un fond gris légèrement rose et regravée par Jules Robert, est conservé sans modification (dessin de Cabasson, gravure de Pannemaker).
Le filigrane blanc, lisible côté verso, indique la somme en chiffres et en lettres, puis les mots « Banque de France », en capitales.
Ses dimensions qui sont de 242 × 140 mm, sont supérieures à celles du billet de 1000 francs de la même série, alors que sa valeur est moindre.

## Remarques
- Il est le plus grand billet français en termes de surface imprimée. Le plus long billet étant le 5000 francs Flameng (1918, émis en 1938) mais pour une surface moindre.
- Ce billet sera imprimé de 1882 à 1940, soit pendant près de 60 ans, ce qui constitue un record pour un billet français, sachant que le motif originel s'inspirait déjà du 500 francs noir créé... en 1842 !